# باران یخ‌زن
باران یخ‌زن که به آن باران منجمد نیز گفته می‌شود، بارانی است که به صورت مایع فرود می‌آید و در هنگام برخورد با زمین منجمد می‌گردد. باران یخ‌زن زمانی به وقوع می‌پیوندد که برف‌ریزه‌ها در لایه گرم پایین ابرها ذوب شده و در نزدیکی سطح زمین با دمای زیر صفر روبرو می‌شوند. سپس دچار پدیده فراسرمایش شده و در برخورد با سطح زمین منجمد می‌گردند. در نتیجه آن لایه شفاف و خطرناکی از یخ ایجاد شده که موجب شکستن درخت‌ها، قطع شدن سیم‌ها و اختلال دررفت و آمد جاده‌ای می‌گردد.
برخلاف برف و باران آمیخته یا تگرگ‌ریزه، باران یخ‌زن کاملاً از قطرات مایع تشکیل شده است. این قطره‌ها هنگام عبور از یک لایه هوا با دمای زیر انجماد در ارتفاع صدها متر بالاتر از سطح زمین، دچار فراسرمایش شده و پس از برخورد با هر سطحی که با آن برخورد می‌کنند، از جمله زمین، درختان، سیم‌های برق، هواپیما و خودروها، یخ می‌زنند. یخ حاصل از این پدیده یخ‌پوشه شفاف نام دارد و می‌تواند به ضخامت چندین سانتی‌متر جمع شده و تمام سطوح در معرض را پوشش دهد. کد متار باران یخ‌زن FZRA است.
توفانی که ضخامت قابل توجهی از یخ‌پوشه شفاف را از باران یخ‌زن تولید می‌کند، اغلب با عنوان توفان یخ شناخته می‌شود. اگرچه این توفان‌ها شدید نیستند، اما باران یخ‌زن به دلیل ایجاد مشکلات سفر در جاده‌ها، شکستن تنه درختان و سقوط خطوط برق بر اثر وزن انباشته یخ مشهور است. خطوط برق قطع‌شده باعث قطع برق در مناطق آسیب‌دیده می‌شود در حالی که یخ انباشته شده نیز می‌تواند خطرات سربار قابل توجهی ایجاد کند. باران یخ‌زن همچنین به عنوان پدیده‌ای بسیار خطرناک برای هواپیما شناخته شده است، زیرا یخ می‌تواند به‌طور مؤثر شکل ماهی‌واره و سطوح کنترل پرواز را تغییر دهد. (مقاله یخبندان جوی را ببینید).

## جای‌ها
باران منجمد در شرایطی رخ می‌دهد که هوای سرد در زیر هوای گرم به دام افتاده و نوعی وارونگی ایجاد می‌گردد. باران منجمد بیشتر در مرکز و شرق کانادا، آلاسکا و نیوانگلند رخ می‌دهد. بیشترین وقوع این پدیده در نیوفاندلند می‌باشد.

## نگارخانه

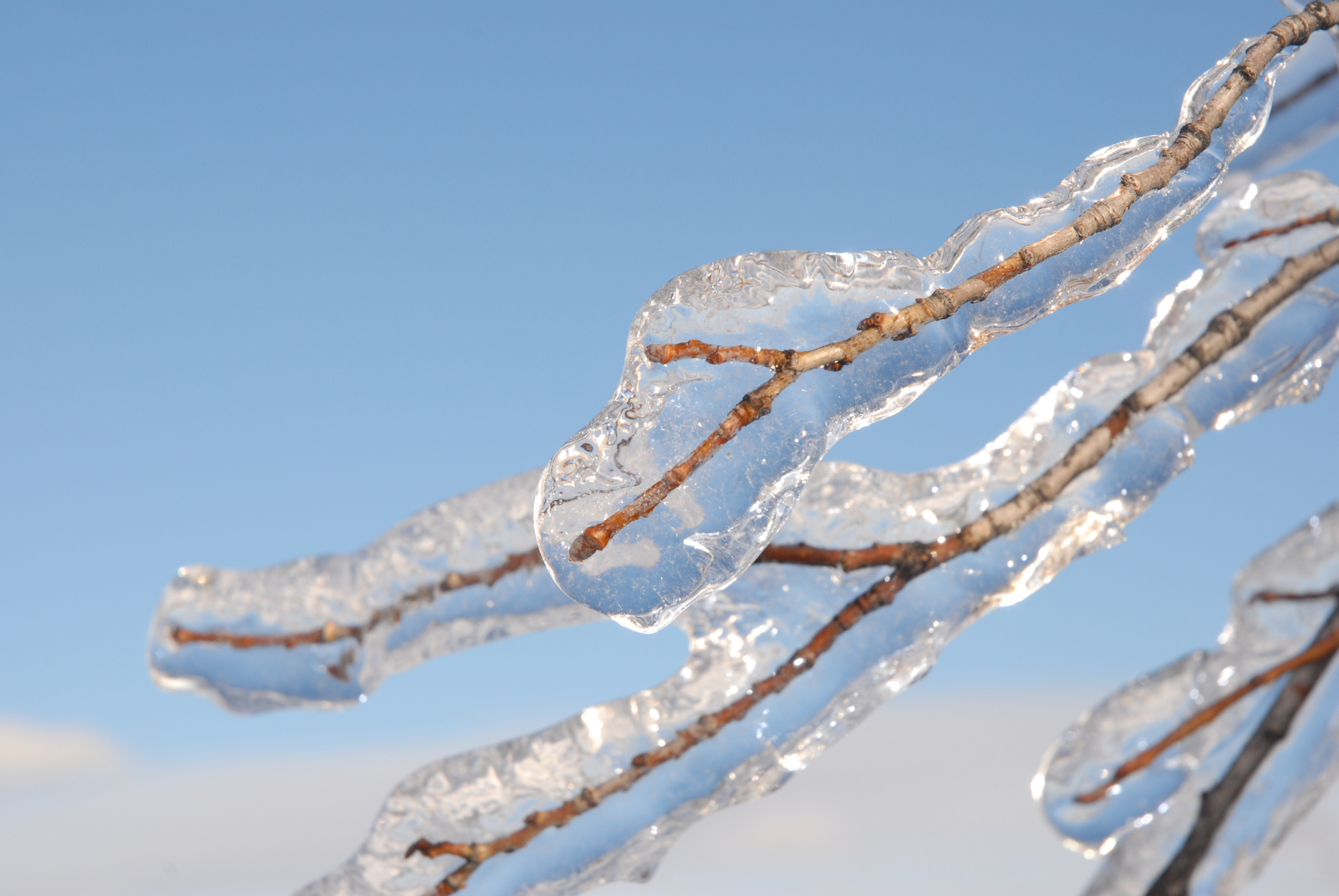
شاخه‌های درختان پوشیده شده در لایه‌ای از باران منجمد
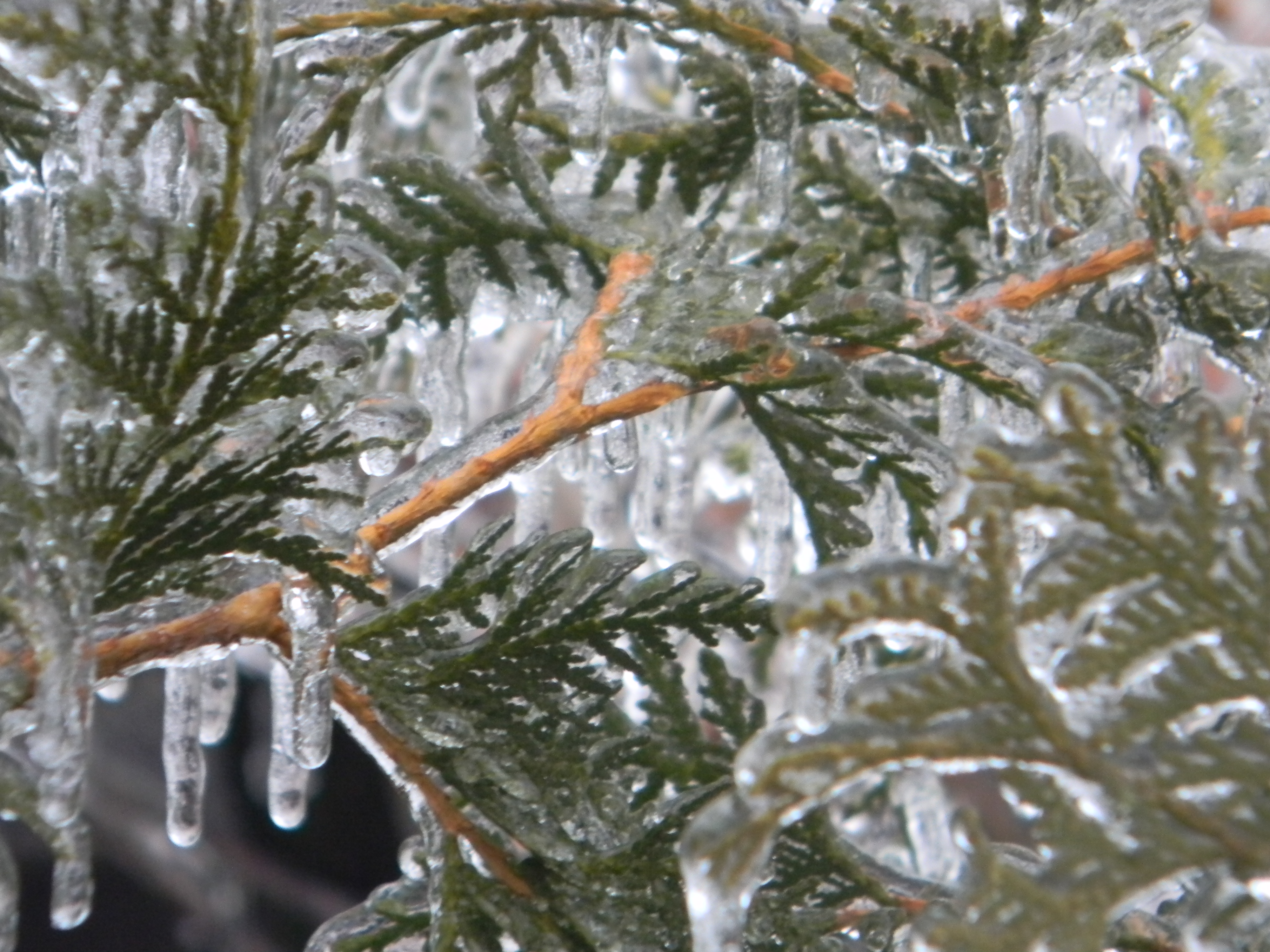
باران منجمد در کانادا
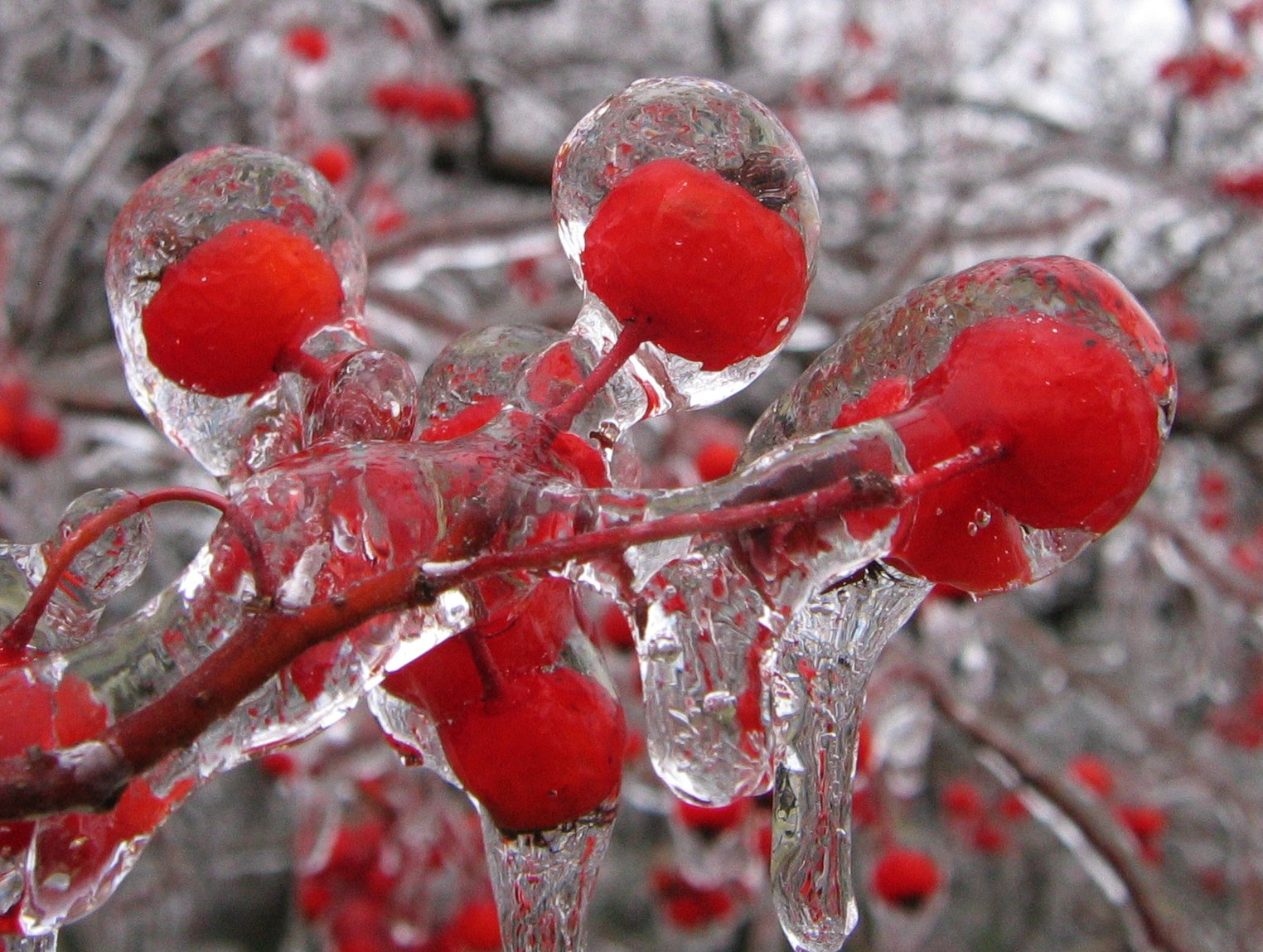
لایه یخ حاصل از باران منجمد
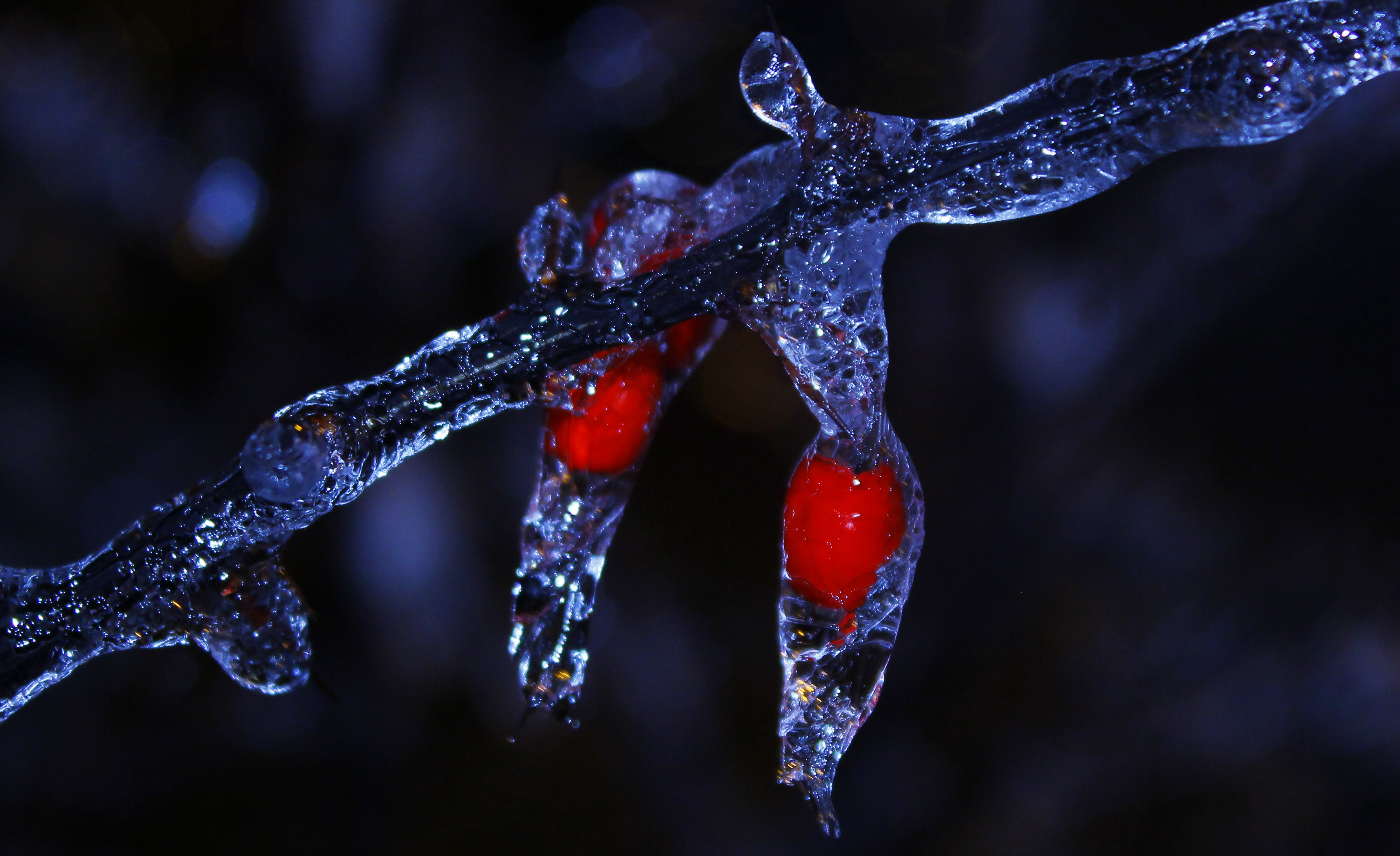
باران منجمد بر روی یک شاخه
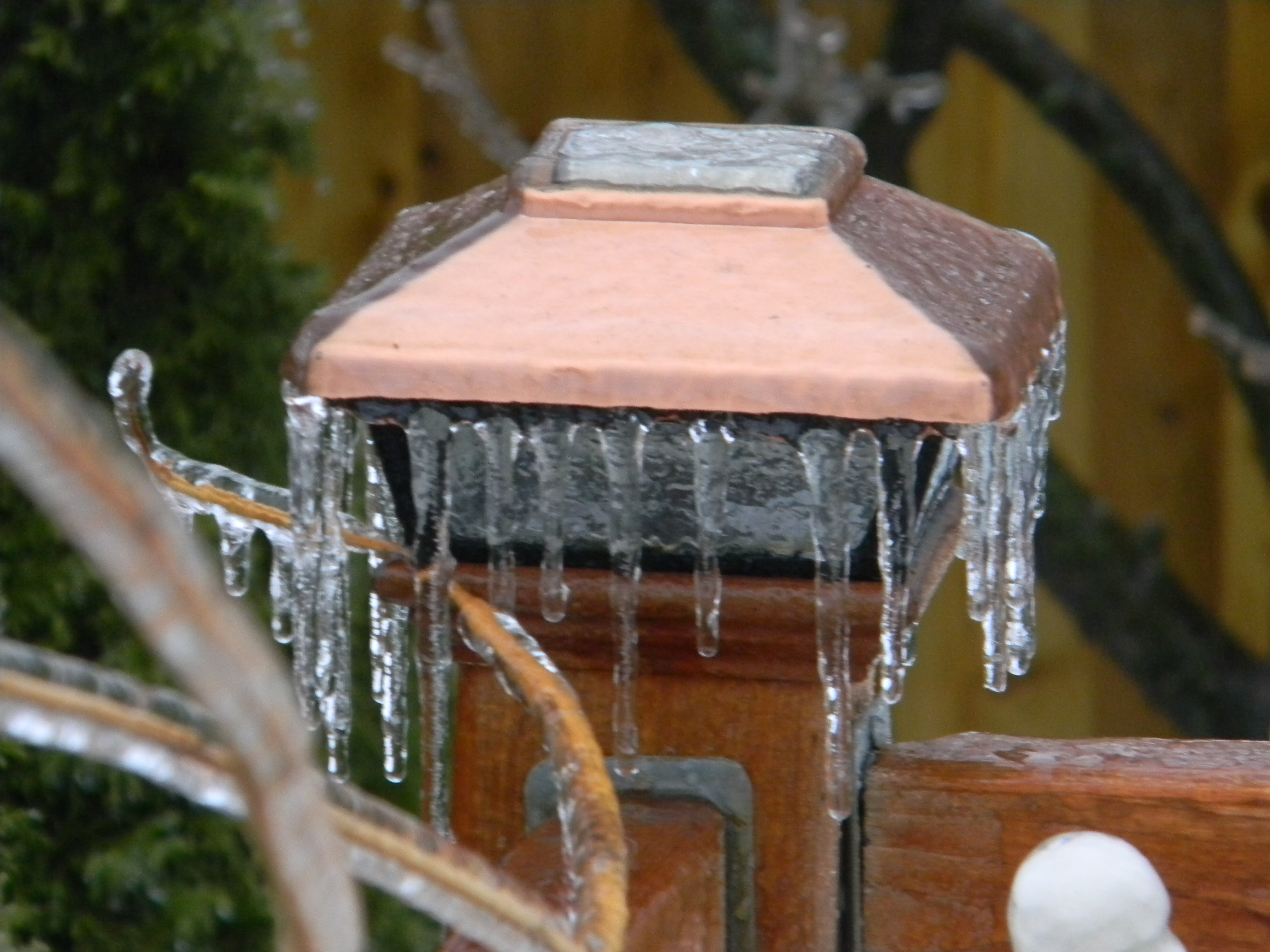
باران منجمد در کانادا